# Claudio Pozzani
Claudio Pozzani (Genova, 19 settembre 1961) è un poeta, romanziere e musicista italiano.

## Biografia
Nato a Genova nel 1961, ha iniziato la carriera artistica come musicista, per poi dedicarsi principalmente alla poesia e letteratura e alla direzione di eventi culturali. 
È il direttore artistico del Festival internazionale di poesia di Genova Parole spalancate.
Come poeta e performer ha partecipato ai più importanti festival letterari italiani e internazionali.
Le sue poesie sono state tradotte e pubblicate in oltre dieci Paesi e  figurano in importanti antologie e riviste di poesia internazionale contemporanea.  
Nel 1983 apre il Circolo dei Viaggiatori nel Tempo (CVT), un locale noto nella scena underground ligure e non solo, ove ebbe rilevanza nell'allora vita culturale  .
Chiuso il locale, il CVT è diventato un'associazione culturale che si occupa di arte, poesia e letteratura per numerose manifestazioni internazionali in Italia e all'estero, tra cui il Festival internazionale di poesia di Genova. Ideato e nato nel 1995, il Festival internazionale di poesia di Genova, di cui è il direttore artistico, è evento nazionale ed internazionale, si svolge ogni anno a Genova ed è il più longevo evento di poesia in Italia con la partecipazione di oltre 1600 artisti e autori provenienti da 87 Paesi del mondo  .
In seguito Pozzani ha curato manifestazioni poetiche in Europa e Asia tra cui Francia, Belgio, Giappone, Germania, Finlandia. Tra queste la SIMPA (Semaine International de Musique Poésie et Arts) a Parigi, Mondes Parallèles à Lille per Lille2004, BruggePoésie in Belgio, Helsinki Runo Festival in Finlandia, EuroJapan Poetry Festival a Tokyo, European Voices a Berlino, Vienna, Parigi e Helsinki, oltre ad altri eventi in Germania, Albania, Armenia.
L'8 marzo del 2001 Pozzani fonda la Stanza della Poesia , all'interno del Palazzo Ducale, che ospita oltre 180 eventi gratuiti a stagione fra concerti, reading, conferenze, performance, proiezioni.
Nel 2009 con il Festival internazionale di poesia di Genova ricevette il premio del Ministero dei Beni e Attività Culturali per la migliore manifestazione di poesia in Italia .
Nel 2012 gli venne conferito il Premio Catullo per la diffusione della poesia in Italia e all'estero .
Il Comune di Genova, nel 2014, nel ventennale del Festival Internazionale di Poesia, gli ha conferito il "Genovino", come onorificenza per il suo impegno nella divulgazione e produzione letteraria e poetica e di organizzatore di eventi poetici .
Nel 2014 il Ministero della Cultura della Repubblica di Armenia lo ha insignito della Medaglia “Grigor Narekatsi” per meriti culturali .
Dal 2015 fonda con altri tredici festival di poesia internazionali la piattaforma europea Versopolis, per dare modo a poeti emergenti di farsi conoscere e affermarsi nel mondo .
Il poeta e drammaturgo Fernando Arrabal lo ha definito "maestro dell'invisibile, aizzatore di sogni, ladro di fuoco: il suo cuore danza nell'alcova festante” .
Nel 2016 vince il Premio Montale Fuori di Casa  .
Nel 2019 il regista Fabio Giovinazzo ha realizzato un film mediometraggio basato sulle poesie di Pozzani dal titolo “L'anima nel ventre” .
Cura la promozione culturale, in particolare nei campi della letteratura e della poesia. È il direttore artistico del Festival internazionale di poesia di Genova.
Tra le sue opere: la raccolta di poesie Spalancati spazi ,  il saggio L'orlo del fastidio – Appunti per una rivoluzione tascabile e infettiva  il libro-CD La marcia dell'ombra , il romanzo Kate et moi
Le sue poesie tradotte in dieci lingue sono pubblicate in antologie e riviste di poesia .
Come musicista, nel 1986 Pozzani fece parte al gruppo rock dei Cinano con cui fece un disco e una compilation .
Il gruppo ispirato al genere rock new wave era composto da: Ivo Avanzi, chitarre, tastiere, voce - Marco Fornari, batteria, percussioni, cori - Michela Gatti, basso, tastiere e poi Claudio Pozzani: voce[2] Alcuni dei brani noti del gruppo: Non mi sposerò mai , Prete Nero, Disperata, Pierrot.
Nel 1990 fu leader e compositore dell'orchestra Eczema, un gruppo musicale, di musica rumorsinfonica. Facevano parte del gruppo Nico De Simine al basso, Pino Bracaglia alla chitarra, la violinista Joanna Pedzwiatr. A volte la flautista Laura Bocciardo, la sassofonista Laura Gregori, il batterista Roberto Giannini ed il percussionista Piero Buffarello. Cristiano Ighina e Corrado Gallo creavano suoni, in chiave sperimentale, da trapani, martelli, seghe, oggetti contundenti e frese. Ha tenuto concerti in Europa con sperimentazioni musicali e alcuni videoclip .

## Opere

### Poesie
- Saudade & Spleen, Editions Lanore, Parigi, 2000. (2ª edizione 2002) ISBN 2-85157-196-6
- Nuk di në se deti, Ideart Publishing, Tirana, 2005. ISBN 978-99943-720-0-3
- La Marcia dell'Ombra , Saari publishing, Tbilisi, 2009. ISBN 978-99940-60-70-2
- La Marcha de la sombra, Editorial de la Universidad de Costa Rica, Costa Rica, 2010. ISBN 978-9968-46-221-1
- Cette page déchirée, Al Manar, Parigi,  2012. ISBN 978-2-36426-015-3
- Stveri k'aylert'y , Zangak publishing, Yerevan, 2013. ISBN 978-9939-68-157-3
- Vomité el alma,  Liberodiscrivere, Genova, 2013. ISBN 978-88-7388-461-3
- Venti di Poesia, Libero di Scrivere, 2015. ISBN 9788899137311
- La Marcia dell'ombra, CVT Records, Genova, 2010. (CD e libro) (4) (5)
- Spalancati spazi – Poesie 1995 – 2016, Passigli Editore, 2017. ISBN 978-8836816170

### Antologie
- Ars Poetica 2004, Ars Poetica, Bratislava 2004. ISBN 978-809692-218-5
- Venere Şi Madonă, Editura Academiei Internationale Oriet-Occident, Bucarest, 2005. ISBN 973-8430-21-6
- Poesia e pace, Thauma Edizioni, Pesaro, 2010. ISBN 978-88-903632-8-3
- Bona Vox, Jaca Book, Milano, 2010. ISBN 978-88-16-50272-7
- Voix Vives, Editions Bruno Doucey, Parigi, 2011. ISBN 978-2-36229-019-0
- Literary Ark 2011, Minister of Culture, Parigi, 2012. ISBN 978-99941-938-8-2
- Poesia en paralelo cero, El Angel Editor, Quito, 2013. ISBN 978-9978-384-47-3
- Les voix du poème, Editions Bruno Doucey, Parigi, 2013. ISBN 978-2-36229-042-8
- In the beginning was the word, Yerevan, Armenia, 2013. ISBN 978-99930-54-74-0
- Amori e guerra, ERGA, 2017. ISBN 978-8881639861

### Romanzi e racconti
- Racconti dai piedi freddi, Edizioni Genovese, 1986.
- Angolazioni temporali
- Kate et moi, Editions La Passe du Vent, Lione, 2002. ISBN 2-84562-028-4
- L'orlo del fastidio. Appunti per una rivoluzione tascabile e infettiva, Liberodiscrivere edizioni, 2017. ISBN 978-8893390262
- Confessioni di un misantropo, La Nave di Teseo, 2023. ISBN 978-8834614716

## Discografia
- 1989 - Cinano Piacere mi chiamo Rosario (CNA)